# Сант’Анђело а Фазанела
Сант’Анђело а Фазанела (итал. Sant'Angelo A Fasanella) је насеље у Италији у округу Салерно, региону Кампанија.
Према процени из 2011. у насељу је живело 716 становника. Насеље се налази на надморској висини од 494 м.

## Становништво
| 1931. | 1936. | 1951. | 1961. | 1971. | 1981. | 1991. | 2001. | 2011. |
| ----- | ----- | ----- | ----- | ----- | ----- | ----- | ----- | ----- |
| 1.601 | 1.658 | 1.677 | 1.631 | 1.468 | 1.131 | 989   | 818   | 718   |